# Kurtistown
Kurtistown és una concentració de població designada pel cens dels Estats Units a l'estat de Hawaii. Segons el cens del 2000 tenia 1.157 habitants.

## Demografia
Segons el cens del 2000, Kurtistown tenia 1.157 habitants, 405 habitatges, i 294 famílies La densitat de població era de 76,87 habitants per km².
Dels 405 habitatges en un 29,6% hi vivien nens de menys de 18 anys, en un 53,6% hi vivien parelles casades, en un 11,9% dones solteres, i en un 27,4% no eren unitats familiars. En el 22,0% dels habitatges hi vivien persones soles el 8,9% de les quals corresponia a persones de 65 anys o més que vivien soles. El nombre mitjà de persones vivint en cada habitatge era de 2,86 i el nombre mitjà de persones que vivien en cada família era de 3,34.
Per edats la població es repartia de la següent manera: un 25,6% tenia menys de 18 anys, un 6,8% entre 18 i 24, un 25,2% entre 25 i 44, un 25,8% de 45 a 64 i un 16,6% 65 anys o més.
L'edat mediana era de 40,5 anys. Per cada 100 dones hi havia 100,87 homes. Per cada 100 dones de 18 o més anys hi havia 100,23 homes.
La renda mediana per habitatge era de 46.012 $ i la renda mediana per família de 51.176 $. Els homes tenien una renda mediana de 35.000 $ mentre que les dones 26.875 $. La renda per capita de la població era de 16.528 $. Aproximadament el 6,5% de les famílies i el 8,4% de la població estaven per davall del llindar de pobresa.

## Poblacions més properes
El següent diagrama mostra les poblacions més properes.